# Pseudochromadora parva
Pseudochromadora parva is een rondwormensoort. De wetenschappelijke naam van de soort is voor het eerst geldig gepubliceerd in 2008 door Gagarin & Thanh.